# Vleesboom
Een vleesboom (myoma uteri) is een goedaardig gezwel of knobbel in de spierwand van de baarmoeder. Deze toestand heet ook uterus myomatosus. Vleesbomen groeien onder invloed van het vrouwelijke geslachtshormonen oestrogeen en progestageen, tijdens de vruchtbare jaren van de vrouw. Vaak geven ze geen klachten, maar soms kan de grootte of de plaats van de zwelling pijn en ongewoon hevige (menstruatie)bloedingen veroorzaken. Een enkele keer verandert een vleesboom in een kwaadaardige tumor, maar dit is zeldzaam.
Vleesbomen variëren in aantal en grootte van een speldenknop tot heel groot. Soms is het myoom zo groot als een meloen en is de baarmoeder in omvang toegenomen als bij een zwangerschap van meer dan vijf maanden.
Myomen komen voor bij 20 tot 30% van de westerse vrouwen en bij 50 tot 60% van de negroïde vrouwen.  Waarom de ene vrouw wel en de andere geen vleesbomen krijgt is niet duidelijk. Wel is er een bepaalde, waarschijnlijk zeldzame, aandoening die gepaard gaat met myomen van baarmoeder en huid.

## Typen
Afhankelijk waar die in de spierlaag zit worden de volgende typen onderscheiden:
- Aan de buitenkant: subsereus (1)
- Geheel in de wand: intramuraal (2)
- Aan de binnenkant (onder het baarmoederslijmvlies): submuceus (3)
- In het ophangbandje van de baarmoeder (het ligamentum latum): intraligamentair

## Symptomen bij een uterus myomatosus
Vaak zijn er geen verschijnselen, maar de volgende klachten kunnen aanwezig zijn:
- pijnklachten: een drukkend gevoel in de onderbuik, uitstralend naar de rug; pijn bij geslachtsgemeenschap; toenemende pijn tijdens de menstruatie; soms acuut hevige buikpijn
- menstruatiestoornissen: hevige menstruaties, tussentijds bloedverlies, onregelmatig bloedverlies
- abnormale vaginale afscheiding (fluor vaginalis)
- plasklachten: vaak aandrang (door druk op de blaas)
- vruchtbaarheidsstoornissen

## Onderzoek bij een uterus myomatosus
- Lichamelijk/gynaecologisch onderzoek:
  - Vaginaal toucher: vergrote en/of hobbelige baarmoeder
- Echoscopie
- Eventueel een kijkoperatie in de baarmoederholte (hysteroscopie) of in de buikholte (laparoscopie)

## Behandeling van een uterus myomatosus
Indien er geen klachten zijn dan wordt een vleesboom niet behandeld, aangezien het een goedaardige (benigne) tumor betreft. Indien er wel klachten zijn dan zijn er, afhankelijk van de leeftijd van de patiënt, de ernst van de symptomen, een al dan niet bestaande kinderwens en de grootte en groei van de vleesboom verschillende behandelmogelijkheden:
Medicamenteus:
- De pil met hoge dosis progestagenen (Bijvoorbeeld microgynon 30)
- Progestagenen (lynestrenol of medroxyprogesteron)
- GnRH analoog (leuproline, nafereline, ogosereline of triptoreline) 6 maanden

Operatief:
- myoomenucleatie - verwijderen van enkel myomen aan de buitenkant en in de spierlaag
- hysteroscopische excisie - verwijderen van myomen aan de binnenkant van de baarmoeder
- hysterectomie (vaginaal of via de buik) - verwijdering van de gehele baarmoeder

Non-invasief (zonder snijden):
- High Intensity Focused Ultrasound (HIFU) - verwijderen van myomen door verhitting met ultrageluid

Alternatief:
- selectieve embolisatie van de bloedvaten naar het myoom